# Ондирис (Жамбылская область)
Ондирис (каз. Өндіріс) — село в Сарысуском районе Жамбылской области Казахстана. Административный центр Игликского сельского округа. Находится примерно в 25 км к северо-востоку от районного центра, города Жанатас. Код КАТО — 316038100.

## Население
В 1999 году население села составляло 1364 человека (719 мужчин и 645 женщин). По данным переписи 2009 года, в селе проживало 1326 человек (675 мужчин и 651 женщина).